# Malin Ullgren
Malin Anna Maria Ullgren, född 4 maj 1973 i Göteborg, är en svensk journalist, författare och litteraturkritiker.

## Biografi
Ullgren är verksam som kritiker och litteraturredaktör på Dagens Nyheters kultursida och var åren 2005–2007 redaktör för tidningen Bang.
År 2024 debuterade hon med romanen Förhöjningen. Boken handlar om otrohet och livsleda, och skildrar hur allt annat i tillvaron knuffas ut i medvetandets periferi när man är mitt uppe i en affär.